# Pseudorchis
Genre
Pseudorchis est un genre d'Orchidées terrestres européennes qui ne comprendrait qu'une seule espèce: Pseudorchis albida (L.) A. et D. Löve
- Pseudorchis alpina est synonyme de Chamorchis alpina
- Pseudorchis loeselii est Liparis loeselii
- Pseudorchis straminea est une sous-espèce de Pseudorchis albida: subsp. straminea de Terre-Neuve [1].